# قائمة المنشآت التجارية في القاهرة القديمة
هي وكالات وخانات وأسواق وفنادق القاهرة القديمة أغلبها اندثر أو بقيت مبانيه فقط ولا يزال بعضها يؤدي نفس المهمة حتى الآن. كانت التجارة على عهد المماليك تخترق مصر أو الشام في طريقها إلى أوروبا، فكانت تجبى المكوس والضرائب على قوافل التجارة، ونشطت لذلك التجارة بالقاهرة وحركة البيع والشراء بأسواقها. واستلزم هذا النشاط التجاري بناء الخانات والفنادق والأسواق، ففي الخانات والفنادق ينزل التجار ببضائعهم ودوابهم ويختزنون سلعهم في المخازن والحواصل ويفد عليهم تجار الأسواق لشراء حاجياتهم لعرضها في حوانيتهم.:161:170

## القائمة

### الوكالات
| الاسم                   | صورة | رقم الأثر | تاريخ الإنشاء واسم المنشئ | ملاحظات |
| ----------------------- | ---- | --------- | ------------------------- | --- |
| وكالة بازرعة            |      |           |                           | |
| وكالة قايتباي           |      |           |                           | |
| وكالة الغوري            |      |           |                           | |
| وكالة نفيسة البيضاء     |      |           |                           | |
| وكالة قوصون             |      |           |                           | تدخل في عداد الفنادق والخانات، كان ينزلها التجار ببضائع الشام من الزيت والشيرج والصابون والدبس والفستق واللوز والخرنوب والرب، وكان يعلوها رباع تشتمل على ثلاثمائة وستين بيتا عامرة بالسكان، ومكانها بين جامع الحاكم بأمر الله ودار سعيد السعداء، وكان يرد إليها ما يصل إلى القاهرة من بضائع البر |
| وكالة باب الجوانية      |      |           |                           | مكانها تجاه باب الجوانية فيما بين درب الرشيدي ووكالة قوصون. كان موقعها محله عدة مساكن فهدمها الأمير جمال الدين محمود الاستادار وبناها فندقاً بأعلاه ربع، فلما كملت رسمها الملك الظاهر برقوق أن تكون دار ووكالة يرد إليها ما يصل إلى القاهرة من بضائع البحر                                        |
| وكالة تغري بردي         |      |           |                           | |
| وكالة جمال الدين الذهبي |      |           |                           | |
| وكالة الجلاب            |      |           |                           | |
| وكالة الزراكشة          |      |           |                           | |
| وكالة الصنادقية         |      |           |                           | |
| وكالة وقف إينال         |      |           |                           | |
| وكالة عباس أغا          |      |           |                           | [ 2 ] |
| وكالة أوده باشي         |      |           |                           | [ 3 ] |
| وكالة كحلا              |      |           |                           | [ 4 ] |
| وكالة وقف التوتنجي      |      |           |                           | |
| وكالة وقف النقادي       |      |           |                           | |
| وكالة بدوية بنت شاهين   |      |           |                           | |
| وكالة السلحدار          |      |           |                           | |
| وكالة وقف الحرمين       |      |           |                           | |
| وكالة محمدين            |      |           |                           | |
| وكالة الكرداني          |      |           |                           | |
| وكالة الشرايبي          |      |           |                           | |

### الخانات
| الاسم                   | صورة | رقم الأثر | تاريخ الإنشاء واسم المنشئ | ملاحظات |
| ----------------------- | ---- | --------- | ------------------------- | --- |
| خان مسرور               |      |           |                           | كان عبارة عن خانين احدهما كبير والثاني صغير وكان موضعه خزانة الدرق (من خزائن القصر الفاطمي الكبير)، وكان قبل تشييده ساحة لبيع الرقيق. ينسب اسمه إلى بانيه مسرور خادم صلاح الدين |
| خان منكورش خان النشارين |      |           |                           | كان يقع بخط سوق الخيميين بالقرب من الجامع الأزهر، وأنشأه منكورش أحد مماليك صلاح الدين الأيوبي، وعرف بعد ذاك بخان النشارين |
| خان الخليلي             |      |           |                           | أنشأه الأمير جهاركس الخليلي أمير آخور السلطان الظاهر برقوق في مكان تربة الخلفاء الفاطميين التي كانت تجاور القصر الشرقي الكبير والتي كانت تعرف بتربة الزعفران، فنبش لذلك جهاركس قبور التربة وألقى ما كان بها من عظام على التلال خارج القاهرة معتذراً بأن الفاطميين كانوا كفاراً، ومع منافاة عمله هذا لحرمة الموت ورفات الموتى إلا أنه أوقف هذا الخان على فقراء مكة وجعل ريعها خبزا يوزع عليهم ثم ابدل الخبز بالنقود، وتعتبر عملية بناء هذا الخان من أمثلة أعمال المماليك التي يبدؤها بالسوء ثم يكفرون عنها بالمبرات وأعمال الخير. وفي سنة 917هـ هدم السلطان الغوري الخان وأنشأ مكانه حواصل وحوانيت وربوعاً ووكالات يتوصل إليها من ثلاث بوابات وقد هدمت هذه الحواصل والحوانيت وأعيد بناء الخان بعد ذلك.:94 |
| خان الرواسين            |      |           |                           | كان يقع على رأس سويقة أمير الجيوش وكان يشتمل على نحو عشرين حانوتاً مملوءة بأصناف المآكل |

### الأسواق
| الاسم                    | صورة | رقم الأثر | تاريخ الإنشاء واسم المنشئ | ملاحظات |
| ------------------------ | ---- | --------- | ------------------------- | --- |
| سوق باب الفتوح           |      |           |                           | وبه حوانيت اللحامين (تجار اللحم)، والخضريين (تجار الخضار)، والفاميين، والشرايحية وغيرهم |
| سوق المرحلين             |      |           |                           | كان يقع على رأس حارة بهاء الدين وهو خاص بتجهيز رحالات الجمال وأقتابها وسائر ما تحتاج إليه |
| سوق حارة برجوان          |      |           |                           | يقع من حارة برجوان إلى قرب جامع الحاكم بأمر الله كانت تباع بها الأطعمة النيئة والمطبوخة وأنواع المتاع وبها حمامات وأفران وكان فيها قباني برسم وزن الأمتعة والمال والبضائع |
| سوق الشماعين             |      |           |                           | كان يقع بالقرب من جامع الأقمر وحوانيته خاصة بالشموع الموكبية والفانوسيه، وكان شهر رمضان موسم بيعه الأكبر لكثرة ما يشترى من الشموع |
| سوق الدجاجين             |      |           |                           | يلي سوق الشماعين وكان يباع فيه الدجاج والأوز وفي كل جمعة يباع فيه بكرة أصناف القماري والهزازات والشحارير والببغاء والسمان وطيور المسموع |
| سوق بين القصرين          |      |           |                           | كان في عصر الدولة الفاطمية براحاً واسعاً يصطف فيه الجند ولما زالت دولتهم صار سوقاً عظيماً ثم تضاءل بعد ذلك وقلت حوانيته |
| سوق السلاح               |      |           |                           | يقع فيما بين مدرسة الظاهر بيبرس وقصر بشتاك، واستجد بعد زوال الدولة الفاطمية في خط ما بين القصرين وجعل لبيع القسي والنشاب والزرديات وغير ذلك من آلات السلاح |
| سوق القفيصات             |      |           |                           | كان يقع تجاه شبابيك القبة المنصورية حيث كان يجلس الناس على تخوت فوقها أقفاص صغار من حديد مشبك فيها الطرائف من الخواتم والفصوص وأساور النساء وخلاخيلهن وغير ذلك |
| سوق باب الزهومة          |      |           |                           | سمى نسبة إلى باب الزهومة أحد أبواب القصر الفاطمي وكان موصوفاً بحسن المآكل وطيبها |
| سوق المهامزيين           |      |           |                           | وهو سوق استجد بعد زوال الدولة الفاطمية وكان بأوله سوق العنبر الذي أنشأه المنصور قلاوون ويقابله المارستان والوكالة ودار الضرب، وكان السوق معد لبيع المهاميز، وكان المترفون يتخذون المهماز كله من الذهب الخالص والفصة الخالصة وغيرهم يتخذه من الحديد المطلي بالذهب أو الفضة وكانت تباع بهذه السوق البذلات الفضة التي كانت برسم لجم الخيل وسلاسل الفضة والسكاكين والأقلام التي فيها الذهب والفضة وغيرها |
| سوق اللجميين             |      |           |                           | يباع فيه آلات اللجم ونحوها مما يتخذ من الجلد والسروج |
| سوق الجوخيين             |      |           |                           | يلي سوق اللجميين وهو معد لبيع الجوخ المجلوب من بلاد الفرنج لعمل المقاعد والستائر وثياب السروج وغواشيها وكان الجوخ يلبسه أكابر الناس وقط المطر فقط فإذا ارتفع المطر نزعوه |
| الغورية سوق الشرابشيين   |      |           |                           | سمي الحي بهذا الاسم نسبة إلى السلطان الغوري وكان يعرف قبل ذلك باسم سوق الشربين إذ كانت به حوانيت لصناعة الخلع التي ينعم بها السلطان على رجال الدولة في المواسم والأعياد. وكان يعرف بسوق الشرابشيين نسبة إلى الشرابيش ومفردها شربوش وهو يشبه التاج مثلث الشكل ينجعل على الرأس بغير عمامة، وكان السلطان برقوق إذا أمر أحداً من الأتراك ألبسه الشربوش وقد كان لباس الرأس يتغير شكله بتغير السلطان كان يبلس خاصكيته الكلوتات - الطواقي - الجوخ والصفر، وفي عهد الأشرف خليل استبدل بها الكلوتات المزركشة، وفي عهد الناصر محمد استجد العمائم الناصرية وهي صغار، وفي عهد الأمير يلبغا الخاصكي عملت الكلوتات اليلبغاوية وكانت كباراً، واستجد الأمير سلار في أيام الناصر محمد القباء التي عرفت بالسلارى، فلما تملك الظاهر برقوق عمل الكلوتات الجركسية وهي أكبر من اليلبغاوية وفيها عوج. لما بطل الشربوش بيعت في هذه السوق الخلع التي يلبسها السلطان لأمراء والوزراء والقضاة وكبار رجال الدولة.:144:168 |
| سوق الحلاويين            |      |           |                           | كان يباع فيه الخيول والسباع والقطط المصنوعة من السكر وتسمى العلاليق ومفردها علاقة وكانت ترفع بخيوط على الحوانيت وتشترى للأطفال الفقير منهم والغني |
| السكرية                  |      |           |                           | |
| سوق الشوايين             |      |           |                           | كان يباع فيه اللحم المشوي |
| سوق الشرايحيين           |      |           |                           | كان يباع فيه الشرائح وهي أحزمة الخيول وأدوات السروج |
| سوق الغرابليين           |      |           |                           | كان يباع فيه مناخل الدقيق والغرابيل |
| المغربلين                |      |           |                           | نسبة إلى مغربلي الحبوب بهدف تنظيفها من الشوائب باستخدام الغربال. |
| سويقة أمير الجيوش        |      |           |                           | كان بها حوانيت الرفائين (مصلحي الملابس) والحياكين (الخياطين) والرسامين (المطرزين) والغرايين (بائعي الغراء) وكذلك حوانيت الثياب المخيطة والأمتعة من الفرش ونحوها |
| سوق الجمالون الصغير      |      |           |                           | كانت تباع فيه الثياب القطنية والكتانية وبه حوانيت لغسل الثياب وكيها |
| سوق المحايريين           |      |           |                           | كانت فيه حوانيت لعمل المحاير ومفردها محارة وهي التي يسافر فيها إلى الحجاز وغيره |
| الصاغة                   |      |           |                           | كانت مطبخاً للقصر الفاطمي الغربي يخرج إليه من باب الزهومة ثم عرفت المنطقة بسوق العداسين ثم مكان الأساكفة. ثم أصبحت تغص بحوانيت المشغولات الذهبية وصناع الحلي والأحجار الكريمة ويطلق عليها أيضا شارع الذهب.:58:59:149"/> |
| سوق الكتبيين             |      |           |                           | |
| سوق الصنادقيين الصنادقية |      |           |                           | نسبة إلى باعة الصناديق الخشبية التي كانت تستخدم قديماً كدواليب للملابس. |
| سوق الحريريين            |      |           |                           | |
| سوق الخراطين             |      |           |                           | كان يباع فيها المهد ومفردها مهد وهو الذي يربى فيه الطفل |
| سوق الفرايين             |      |           |                           | كان يباع فيه أنواع الفراء كالسمور والوشق والعمائم والسنجاب |
| سوق الخلعيين             |      |           |                           | كان يقع بالقرب من زويلة الكبير والخلعيون جمع خلعي وهو الذي يتعاطي بيع الثياب الخليع وهي التي قد لبست |
| سوق الأخفافيين           |      |           |                           | كان يباع فيه أخفاف النسوان ونعالهن |
| سوق الكفتيين             |      |           |                           | وبه حوانيت عمل الكفت وهو ما تطعم به أواني النحاس من الذهب والفضة وكانت دور القاهرة لا تخلو من عدة قطع نحاس مكفت ولابد أن يكون في شورة العروس أي جهازها دكة نحاس مكفت وهي عبارة عن شئ يشبه السرير يعمل من خسب مطعم بالعاج والأبنوس أو من خشب مدهون وفوق الدكة دست طاسات من نحاس أصفر مكفت بالفضة، وكانت العروس من بنات الأعيان تجهز في شورتها بسبع دكك، دكة من فضة ودكة من كفت ودكة من نحاس أبيض ودكة من خشب مدهون ودكة من صيني ودكة من بلور ودكة من بلور ودكة كداهي وهي ورق مدهون تحمل من الصين |
| النحاسين                 |      |           |                           | نسبة إلى باعة الأوعية النحاسية. |
| الخيامية                 |      |           |                           | نسبة إلى صناع الخيم سواء للبدو الساكنين على حواف المدن أو خيم الاحتفالات والأسمطة التي كان يقيمها حاكم البلاد في المناسبات، أو خيم الجند. |
| الفحامين                 |      |           |                           | نسبة إلى تجار الفحم. |
| الكحكيين                 |      |           |                           | نسبة إلى باعة الكحك. |
| السروجية                 |      |           |                           | نسبة إلى صناع وتجار سروج وتجهيزات الخيول للفرسان. |
| السيوفية                 |      |           |                           | نسبة إلى صناع وتجار السيوف. |
| التمبكشية                |      |           |                           | تجار التمباك أو الدخان |
| المناخلية                |      |           |                           | |
| المنجدين                 |      |           |                           | |

### الفنادق
| الاسم             | صورة | رقم الأثر | تاريخ الإنشاء واسم المنشئ | ملاحظات |
| ----------------- | ---- | --------- | ------------------------- | --- |
| فندق بلال المغيثي |      |           |                           | كان يقع بين خط حمام خشيبة وحارة العدوية، وأنشأه الأمير الطواشي الحبشي حسام الدين بلال المغيثي خادم الصالح نجم الدين أيوب، وكان يودع فيه التجار وأرباب الأموال صناديق المال المملوءة بالذهب والفضة |
| فندق دار التفاح   |      |           |                           | أنشأه طقوزدمر، ومكانه تجاه باب زويلة وكانت ترد إليه الفواكه من بساتين مصر والشام، وكان بظاهر الدار عدة حوانيت لبيع الفاكهة                                                                        |
| فندق طرنطاي       |      |           |                           | :176 |